# Palikir
Palikir je glavni grad Saveznih Država Mikronezije.
Osnovan je 1989. kao replika Kolonie.
Ima 5.771 stanovnika.
Nalazi se na otoku Pohnpei.